# Hiago de Oliveira Ramiro
Hiago de Oliveira Ramiro známý jako Hiago (* 20. září 1991 Ariquemes) je brazilský fotbalový útočník či záložník, od roku 2014 působící v Londrina EC. Mimo Brazílie působil v Rumunsku a na Slovensku.

## Klubová kariéra
Svoji fotbalovou kariéru začal v Esporte Clube Juventude, kde nejprve hrál za mládež, poté za rezervu a také za první mužstvo. V roce 2012 odešel do rumunského Aradu a následně hrál za brazilský Canoas. Před sezonou 2013/14 podepsal smlouvu s brazilským Arapongas, odkud byl obratem poslán na hostování do slovenského celku FK Senica. V průběhu jarní části ročníku se vrátil zpět do Arapongasu. Následně zamířil v průběhu ročníku 2014/15 na hostování do Londriny, kde se setkal s Cristovame, se kterým působil v Senici.